# Santa Barbara (Pangasinan)
Pour les articles homonymes, voir Santa Barbara.
Santa Barbara est une municipalité de la province de Pangasinan, aux Philippines.